# Карас (регион)
Вижте пояснителната страница за други значения на Карас.
Карас (на английски: Karas) е най-южната административна единица (регион) на Намибия. Носи името на разположения на територията му планински масив Карас. Административен център е град Кетмансхоп. Територията му е 161 325 km², което е един път и половина колкото България, а населението му наброява едва 69 677 души.
Регионът е с развито пасищно животновъдство, като преобладава отглеждането на дребен рогат добитък – овце и кози. Има и много частни резервати за диви животни. По протежението на Оранжевата река е развито поливното земеделие.
- Западната граница на региона се формира от Атлантическото крайбрежие.
- На юг и изток граничи с провинция Северен Кейп на ЮАР.
- На север граничи с Регион Хардап.

Регионът е разделен на шест избирателни окръга:
- Берсеба с 9195 жители
- Карасбург с 14 693 жители
- Кетмансхоп (селски) с 6349 жители
- Кетмансхоп (градски) с 14 945 жители
- Людериц с 13 276 жители
- Ораниемунд 5451 жители